# Otto Gysae

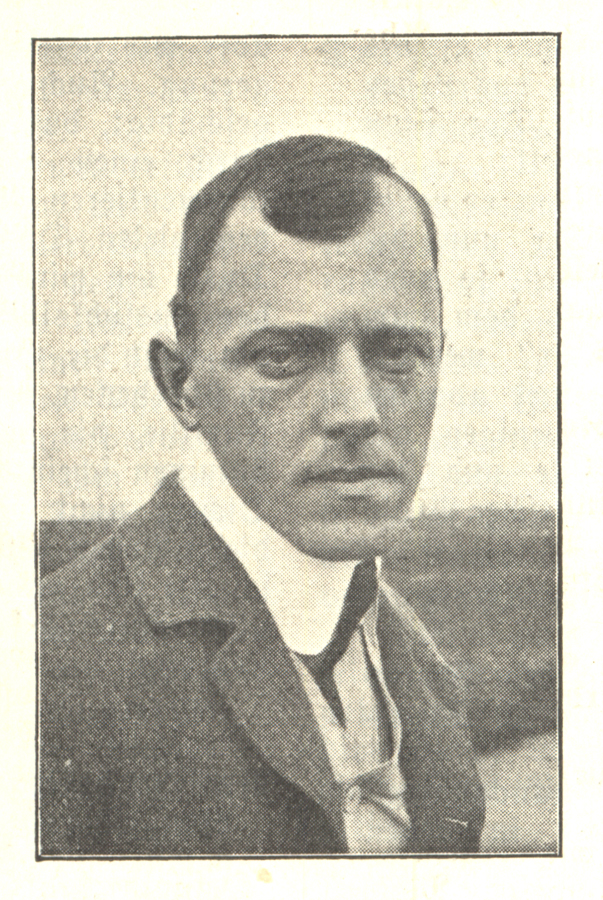
Otto Gysae (1909)

Otto R. Gysae (* 19. April 1877 in Serkowitz; † 8. August 1947 in Riedering) war ein deutscher Schriftsteller und Publizist.

## Leben
Otto Gysae war der Sohn des Fabrikanten Robert Gysae (* 6. November 1837 in Callies/Pommern; † 28. Februar 1899 in Serkowitz; beerdigt auf dem Friedhof Radebeul-Ost) und der Margarethe geb. Liebe. Sein Vater gründete 1871 den ersten Serkowitzer Industriebetrieb, die spätere Farbenfabrik O. Baer. Seine Vorfahren väterlicherseits stammten aus der Gegend von Prenzlau, wo sie im 17. Jahrhundert als Bürgermeister und Geistliche dienten. Seine Großmutter mütterlicherseits gehörte der Familie Oldecop an, die zu Beginn der Neuzeit mit dem Priester Johannes Oldekop den Kaplan und Sekretär des Vizekanzlers Karls V., Bischof Balthasar Merklin von Waldkirch, stellte.
Nach dem Besuch eines Gymnasiums in Dresden und dem Studium der Rechtswissenschaft an den Universitäten Leipzig und München wurde Otto Gysae 1897 Marineoffizier. 1902 wendete er sich der Literatur zu und wurde freier Schriftsteller in Berlin. Dort wurde er 1920 Feuilletonleiter bei der Deutschen Allgemeinen Zeitung. Von 1923 bis 1930 war Otto Gysae Geschäftsführer beim Volksverband der Bücherfreunde. Ab 1933 lebte er in Riedering in Oberbayern.
Gysae thematisierte den Kampf des Edlen mit dem Plumpen. So hat er „in einer sehr kultivierten formvollen Erzählweise mehrere Romane geschrieben, in denen er sich als feiner Beobachter und guter Psychologe erweist.“

## Veröffentlichungen
- 1904: Vivienne
- 1905: Die Schwestern Hellwege. Roman. 1. Aufl. 1.–2. Td., Langen, München, 302 S. (Neuauflage: VdB, Wegweiser-Verlag, Berlin 1923, 276 S.)
- 1906: Edele Prangen. Roman. 1. Auflage 1. – 2. Td., Langen, München, 302 S.
- 1908: Die silberne Tänzerin. Roman. Einbandentwurf Thomas Theodor Heine. Langen, München, 254 S.
- 1910: Höhere Menschen. Schauspiel in drei Aufzügen. Langen, München, 159 S.
- 1914: Die Leidenden. Roman. Langen, München, 339 S.
- 1920: Das Gesetz. Roman. 1. Auflage. Mosse, Berlin, 386 S.
- 1920: Vivienne. Novelle. Hoennicke, Charlottenburg, 70 S. (Daphris-Presse, 1919–1921, Bd. 2)
- 1923: Schräge Strahlen. Aus dem Tagebuche eines nicht mehr jungen Mannes. Mosaik-Verlag, Berlin, 107 S. (Mosaik – Bücher, Bd. 33)
- 1924: Abrechnung. Roman. Volksverband der Bücherfreunde, Berlin, (Sonderreihe) 228 S.
- 1930: Die Bilanz der Terborgs. Roman. Volksverband der Bücherfreunde, Berlin, (Auswahlreihe) 287 S.